# Дорожкин, Денис Игоревич
Дени́с И́горевич Доро́жкин (род. 8 июня 1987, Волгоград) — российский футболист, нападающий.

## Карьера
С шести лет начал заниматься у своего отца Дорожкина Игоря Викторовича в «Кировце». В 10 лет был приглашён в «Олимпию», где играл в течение шести лет до окончания средней школы. В 2004 году Дениса отчисляют из команды и он возвращается в «Кировец». Играл в первенствах города и области, в том числе и за жирновский «Буровик» и Училище олимпийского резерва. В 2007 году Дениса пригласили принять участие в селекционном сборе нового клуба «Краснодар». После успешного сбора подписывает с клубом контракт. За «Краснодар» отыграл три сезона, где всего провёл 84 матча и забил 23 гола. В 2010 году был отдан в аренду в «Ротор». Первую часть сезона 2011/12 провёл в аренде в «Черноморце», вторую — в московском «Торпедо». Сезон 2012/13 отыграл за «Спартак-Нальчик». По окончании сезона на правах аренды перешёл в клуб «Луч-Энергия». В конце декабря 2013 года подписал двухлетний контракт с «Уралом». В 2016 году пополнил ряды «Тамбова».
17 июля 2019 года подписал контракт с новосозданным клубом «Новосибирск», в составе которого дебютировал 28 июля того же года в матче 1/128 финала кубка России сезона 2019/20 против барнаульского «Динамо», на 92-й минуте поединка отметился голом. 2 июня 2020 года было официально объявлено, что клуб не будет продлевать с Дорожкиным трудовое соглашение, срок действия которого истёк 31 мая.
После окончания карьеры стал тренером в академии клуба «Краснодар».

## Достижения
- Бронзовый призёр зоны «Юг» Второго дивизиона: 2008

## Статистика
| Клуб             | Сезон            | Чемпионат        | Чемпионат | Чемпионат | Кубок | Кубок | Итого | Итого |
| Клуб             | Сезон            | Уров.            | Игры      | Голы      | Игры  | Голы  | Игры  | Голы  |
| ---------------- | ---------------- | ---------------- | --------- | --------- | ----- | ----- | ----- | ----- |
| Краснодар        | 2008             | III              | 32        | 12        | 4     | 2     | 36    | 14    |
| Краснодар        | 2009             | II               | 34        | 7         | 2     | 0     | 36    | 7     |
| Краснодар        | 2010             | II               | 11        | 1         | 1     | 1     | 12    | 2     |
| Краснодар        | Итого            | Итого            | 77        | 20        | 7     | 3     | 84    | 23    |
| Ротор            | 2010             | II               | 16        | 2         | 0     | 0     | 16    | 2     |
| Черноморец       | 2011/12          | II               | 16        | 1         | 1     | 0     | 17    | 1     |
| Торпедо (Москва) | 2011/12          | II               | 26        | 9         | 0     | 0     | 26    | 9     |
| Спартак-Нальчик  | 2012/13          | II               | 22        | 1         | 2     | 0     | 24    | 1     |
| Луч-Энергия      | 2013/14          | II               | 19        | 3         | 1     | 2     | 20    | 5     |
| Урал             | 2013/14          | I                | 6         | 1         | 0     | 0     | 6     | 1     |
| Урал             | 2014/15          | I                | 6         | 0         | 0     | 0     | 6     | 0     |
| Урал             | Итого            | Итого            | 12        | 1         | 0     | 0     | 0     | 0     |
| Всего за карьеру | Всего за карьеру | Всего за карьеру | 188       | 37        | 11    | 5     | 199   | 42    |